# 斎藤武八郎
斎藤武八郎は日本の武術家である。気楽流14世師範で幕末から明治時代に上野国で気楽流を教授していた。名は在寛。　

## 経歴
1794年12月7日（寛政6年甲寅11月15日）に酒井氏伊勢崎藩御料地　2町13村の一つの、上野國佐位郡伊與久村（群馬県佐波郡釆女村、現 群馬県伊勢崎市境伊与久）で父、貞寛の子として生まれる。
幼少より武道を嗜み、畑野見竜斎（畑野一刀斎父、大橋順蔵次重門）から直心影流を学ぶ。後に上野国佐位郡茂呂村の気楽流13世五十嵐金弥に入門、飯塚帯刀義高から気楽流を学び14代を継ぐ。
斉藤武八郎は壮年の頃、高弟の奥澤七事斎に道場を任せ高木周輔、加藤勝之進、長沼綱吉等を引き連れ諸国武者修行に廻った。各地で試合をしたが相手になるものがいなかったとされる。道場は上野池之端にあり、旗本の子弟や各藩の侍が多数修行していた。
1860年（安政7年）正月に奥澤七事斎の名で浅草浅草寺に「柔術日本一」の献額をすることになり池之端の道場から浅草寺に向かったところ、他の道場の門人が力士を引き連れ待ち伏せし献額を阻止しようとしたが、これを打ち破って浅草寺に献額した。
浅草寺に献額を伝え聞いた伊勢崎藩の酒井候は、斉藤武八郎を気楽流柔術の指南役として登用し、同藩内にて広く門弟を育成した。
同國佐位郡保泉邨富田氏の一女、阿正を娶り、同國山田郡大町村(現栃木県足利市南大町)原宗親の二男武七を養子として迎えた。柔術教授を引き継ぐ
斎藤閑次郎儀寛（武七（武八郎孫））は、安政3年4月江戸生まれの武次郎（明治元年入婿）部屋住み中から廃藩まで柔術教授
1881年（明治14年）辛巳年、88歳にて逝去。